# Cricetulus barabensis
Cricetulus barabensis és una espècie de mamífer rosegador de la família dels cricètids. Viu a la Xina, Corea del Nord, Mongòlia i Rússia. S'alimenta de grans i llegums. El seu hàbitat natural són les zones àrides, incloent-hi les estepes i els semideserts, tot i que també se'l troba als camps de conreu. És una espècie en risc mínim, és a dir, no sembla que hi hagi cap amenaça significativa per a la seva supervivència. El seu nom específic, barabensis, significa ‘de Baràbinsk’ en llatí.